# Bear Cove Ferry Terminal
Das Bear Cove Ferry Terminal ist ein Fährhafen auf Vancouver Island in der kanadischen Provinz British Columbia. Er liegt an der Queen Charlotte Strait, in der Nähe der Stadt Port Hardy im Regional District of Mount Waddington. Der Tidenhub der Queen Charlotte Strait beträgt hier im Regelfall zwischen 2 und 5 . Der Fährhafen bildet dabei unter anderem den nördlichen Endpunkt des Highway 19. 
BC Ferries (ausgeschrieben British Columbia Ferry Services Inc.), als der Hauptbetreiber der Fährverbindungen an der Westküste von British Columbia, betreibt von hier aus verschiedene Routen.

## Routen
Von hier werden folgende Ziele angelaufen:
- Inside Passage nach Prince Rupert, mit Stop in Bella Bella und Klemtu
- Discovery Coast Passage nach Bella Coola, mit Stop in Bella Bella, Shearwater, Klemtu und Ocean Falls

Die Discovery Coast Passage wird jedoch nur in den Sommermonaten bedient. Während der Wintermonate werden diese Häfen im Rahmen der Inside Passage wechselnd mit angelaufen.